# Christa Rigozzi
Christa Rigozzi (nacida el 2 de mayo de 1983 en Monte Carasso, Tesino) fue coronada como Miss Suiza 2006 el 9 de septiembre de 2006 en Ginebra.
Fue la primera mujer del Cantón del Tesino en ganar el título en 10 años.